# Протекторат Тонкин
Протекторат Тонкин (фр. Protectorat du Tonkin) — колониальное владение Франции, существовавшее в северном Вьетнаме в конце XIX — первой половине XX веков.
В конце 1870-х годов вьетнамское правительство предприняло усилия для развития северной части страны, в результате чего за 1876—1880 годы стоимость импорта возросла в 12, а экспорта — в 29 раз. Четверть объёма внешней торговли приходилась на Китай, на втором месте стояли США, а Франция занимала во внешнеторговом обороте Вьетнама лишь 5 %. Это её совершенно не устраивало, и в 1883 году французские войска вторглись в северный Вьетнам. Китайское правительство расценило это как покушение на сюзеренитет Китая над Вьетнамом, и в 1884 году началась франко-китайская война. После серии военных поражений вьетнамцы были вынуждены подписать договор о протекторате. Так как на севере страны отсутствовала местная верховная власть («законная» династия Ле была свергнута ещё в конце XVIII века, что привело к практически постоянным восстаниям на протяжении всего XIX века), она была выделена в отдельную колониальную единицу — протекторат Тонкин.
В связи с тем, что регион граничил с Китаем и полыхал антифранцузскими восстаниями, французские резиденты были назначены во все основные городские центры. Резиденты осуществляли полный контроль над деятельностью вьетнамских чиновников, имея право смещать этих чиновников в случае ненадлежащего исполнения ими своих функций. Сбор и использование основных налогов находились в совместном ведении местной вьетнамской и французской администрации: французские резиденты должны были собирать налоги совместно с вьетнамскими провинциальными налоговыми ведомствами, затем те же французские резиденты были обязаны рассчитать все необходимые расходы вместе с вьетнамскими чиновниками, и только оставшиеся после всех этих трат деньги должны были переводиться во вьетнамскую столицу Хюэ. Внутренние таможни ликвидировались, а управление «внешних» таможен полностью перешло в руки французов. Провозглашалась свобода передвижения и свобода торгово-предпринимательской деятельности французских граждан в Тонкине. Иностранцы пользовались правами экстерриториальности.
В 1885 году регент Тон Тхат Тхюет вывез из Хюэ малолетнего императора Хам Нги и от его имени обратился ко всему населению Вьетнама с призывом браться за оружие. Патриотический клич положил начало движению Канвыонг («в поддержку правителя»). В Тонкине основными центрами движения Канвыонг были район Байшая, расположенный к югу от Ханоя, и зона южного Бакки — провинции Намдинь и Тхайбинь. В 1887 году французам удалось подавить восстание.
Указом от 17 октября 1887 года все французские владения в Индокитае были объединены в единый Индокитайский Союз, который полностью находился в ведении Министерства колоний; при этом статус колонии из всех территорий Союза имела лишь Кохинхина. В 1889 году была ликвидирована должность верховного резидента Аннама и Тонкина, и обе эти части Вьетнама перешли в подчинение генерал-губернатора Индокитайского Союза; в каждом из протекторатов французские администрации возглавлялись отдельными верховными резидентами.
В 1897 году Индокитайский Союз возглавил Поль Думер. Декретом от 26 июля 1897 года он отменил в Тонкине должность вьетнамского управляющего всей территорией (кинь лыока) и передал его функции верховному резиденту. Местная администрация перешла в непосредственное подчинение французских властей, что означало нарушение договора 1884 года о протекторате Тонкина. Для удобства управления число провинций в Тонкине было сокращено с 23 до 13. В 1898—1900 годах в протекторате был создан Совет протектората, целиком состоявший и французов, который должен был снабжать центральные административные структуры детальной экономической информацией, а также консультировать эти структуры при принятии важных решений. Благодаря отстранению от работы вьетнамских налоговых и финансовых чиновников резко сократились случаи вымогательства, взяточничества и коррупции финансовых органов, что облегчило положение основной массы налогоплательщиков. В результате проведённых реформ у бюджета протектората появилось положительное сальдо. В 1899 году сумма собранных налоговых поступлений в Тонкине в полтора раза превысила сборы предыдущего года.
20 сентября 1911 года президент Франции утвердил декреты, расширяющие автономию протекторатов и направленные на децентрализацию власти. В рамках реализации этих декретов генерал-губернатор Альбер Сарро в 1913 году создал в Тонкине Туземную консультативную палату — выборный представительный орган, депутаты которого могли участвовать в обсуждении многих насущных проблем, исключая политические. При выборах в Палату действовали имущественный и образовательный цензы, а также ценз оседлости, учитывался род деятельности человека; сами выборы были многоступенчатыми. Один депутат представлял 40 тысяч избирателей. Результаты выборов подлежали утверждению генерал-губернатором, его же решением Палата могла быть распущена.
В том же 1913 году были созданы провинциальные советы — консультативные выборные органы в провинциях Тонкина. В провинциальных советах обсуждались в основном бюджеты провинций. Советы состояли из представителей местной верхушки.
После Второй мировой войны 2 сентября 1945 года на всей вьетнамской территории коммунистами была провозглашена Демократическая Республика Вьетнам.
В 1948 году Франция пришла к выводу, что нужно создать политическую альтернативу государству коммунистов. 27 мая 1948 года было создано Временное центральное правительство Вьетнама, которое возглавил президент Кохинхины Нгуен Ван Суан. 14 июля 1949 года Кохинхина, Аннам и Тонкин объединились в Государство Вьетнам.